# Ломако Петро Фадійович
Петро Фадійович Ломако (12 липня 1904, Темрюк Кубанської області, нині Краснодарського краю, Росія — 27 травня 1990, Москва) — радянський державний діяч, заступник голови Ради Міністрів СРСР, голова Державного планового комітету РМ СРСР, міністр кольорової металургії СРСР. Кандидат у члени ЦК КПРС у 1952—1961 роках. Член ЦК КПРС у 1961—1989 роках. Член Бюро і заступник голови Бюро ЦК КПРС по Російській РФСР з 31 жовтня 1961 по 23 листопада 1962 року. Депутат Верховної Ради СРСР 2-го, 4—11-го скликань. Герой Соціалістичної Праці (11.07.1974).

## Життєпис
Народився 29 червня (12 липня) 1904 року в родині селянина-наймита, походив з темрюцьких козаків.
Брав активну участь у становленні радянської влади на Північному Кавказі. З 1920 по 1922 рік — кур'єр, обліковець, завідувач облікового підвідділу Темрюцького районного комітету РКП(б). З 1922 по 1923 рік — політичний комісар загону «по боротьбі з бандитизмом» на Кубані.
У 1923 році — завідувач відділу Темрюцького районного комітету комсомолу. У 1923—1924 роках — голова правління Темрюцької міської профспілки торгівельних службовців.
У 1924—1927 роках — слухач робітничого факультету в місті Краснодарі.
Член РКП(б) з 1925 року.
У 1927—1930 роках — студент Московського інституту народного господарства імені Плеханова. У 1930—1932 роках — студент Московського інституту кольорових металів і золота.
У 1932—1933 роках — заступник начальника сектора інституту «Гіпроалюміній» в місті Ленінграді. У 1933—1937 роках — бригадир, майстер, старший майстер, начальник цеху, заступник головного інженера заводу «Красный выборжец» в місті Ленінграді.
У 1937—1939 роках — директор Кольчугінського заводу з обробки кольорових металів (тепер місто Кольчугіно Владимирської області).
У 1939 році — начальник Головного управління алюмінієвої, магнієвої і електродної промисловості Народного комісаріату кольорової металургії СРСР. У 1939—1940 роках — заступник народного комісара кольорової металургії СРСР.
9 липня 1940 — 29 липня 1948 року — народний комісар (міністр) кольорової металургії СРСР.
28 липня 1948 — 28 грудня 1950 року — заступник міністра металургійної промисловості СРСР.
28 грудня 1950 — 15 березня 1953 року — міністр кольорової металургії СРСР.
15 березня 1953 — 8 лютого 1954 року — 1-й заступник міністра металургійної промисловості СРСР.
8 лютого 1954 — 10 травня 1957 року — міністр кольорової металургії СРСР.
29 травня 1957 — жовтень 1961 року — голова Ради народного господарства Красноярського економічного адміністративного району.
31 жовтня 1961 — 23 листопада 1962 року — заступник голови Бюро ЦК КПРС по Російській РФСР.
10 листопада 1962 — 2 жовтня 1965 року — заступник голови Ради Міністрів СРСР. Одночасно з 10 по 24 листопада 1962 року — голова Державної науково-економічної ради РМ СРСР. 24 листопада 1962 — 2 жовтня 1965 року — голова Державного планового комітету РМ СРСР.
2 жовтня 1965 — 31 жовтня 1986 року — міністр кольорової металургії СРСР.
Указом Президії Верховної Ради СРСР від 11 липня 1974 року за великі заслуги перед Радянською державою в розвитку кольорової металургії і в зв'язку з сімдесятиріччям з дня народження Ломаку Петру Фадійовичу присвоєно звання Героя Соціалістичної Праці з врученням ордену Леніна і золотої медалі «Серп і Молот».
З листопада 1986 року — персональний пенсіонер союзного значення в Москві.
Помер 27 травня 1990 року. Похований в Москві на Новодівочому цвинтарі (ділянка 10).

## Нагороди і звання
- Герой Соціалістичної Праці (11.07.1974)
- сім орденів Леніна (25.07.1942, 10.02.1944, 8.12.1951, 15.07.1954, 11.07.1964, 25.08.1971, 11.07.1974)
- орден Жовтневої Революції (11.07.1984)
- два ордени Трудового Червоного Прапора (15.01.1953, 09.06.1961)
- орден Червоної Зірки (28.10.1967)
- медаль «За оборону Москви»
- медаль «За доблесну працю у Великій Вітчизняній війні 1941—1945 рр.»
- медаль «За трудову доблесть» (5.05.1949)
- медаль «За доблесну працю. В ознаменування 100-річчя з дня народження Володимира Ілліча Леніна» (1970)
- ювілейна медаль «20 років Перемоги у Великій Вітчизняній війні 1941—1945 рр.»
- ювілейна медаль «30 років Перемоги у Великій Вітчизняній війні 1941—1945 рр.»
- ювілейна медаль «40 років Перемоги у Великій Вітчизняній війні 1941—1945 рр.»
- ювілейна медаль «50 років Збройних Сил СРСР»
- медаль «За відбудову підприємств чорної металургії Півдня»
- медаль «В пам'ять 800-річчя Москви»
- знак «50 років перебування в КПРС»
- знак «Шахтарська слава» I ст.
- Почесний громадянин міста Кольчугіно (Владимирська область) (1977)
- Почесний громадянин міста Усть-Каменогорськ (Казахська РСР) (1970)